# Albert Stegemann

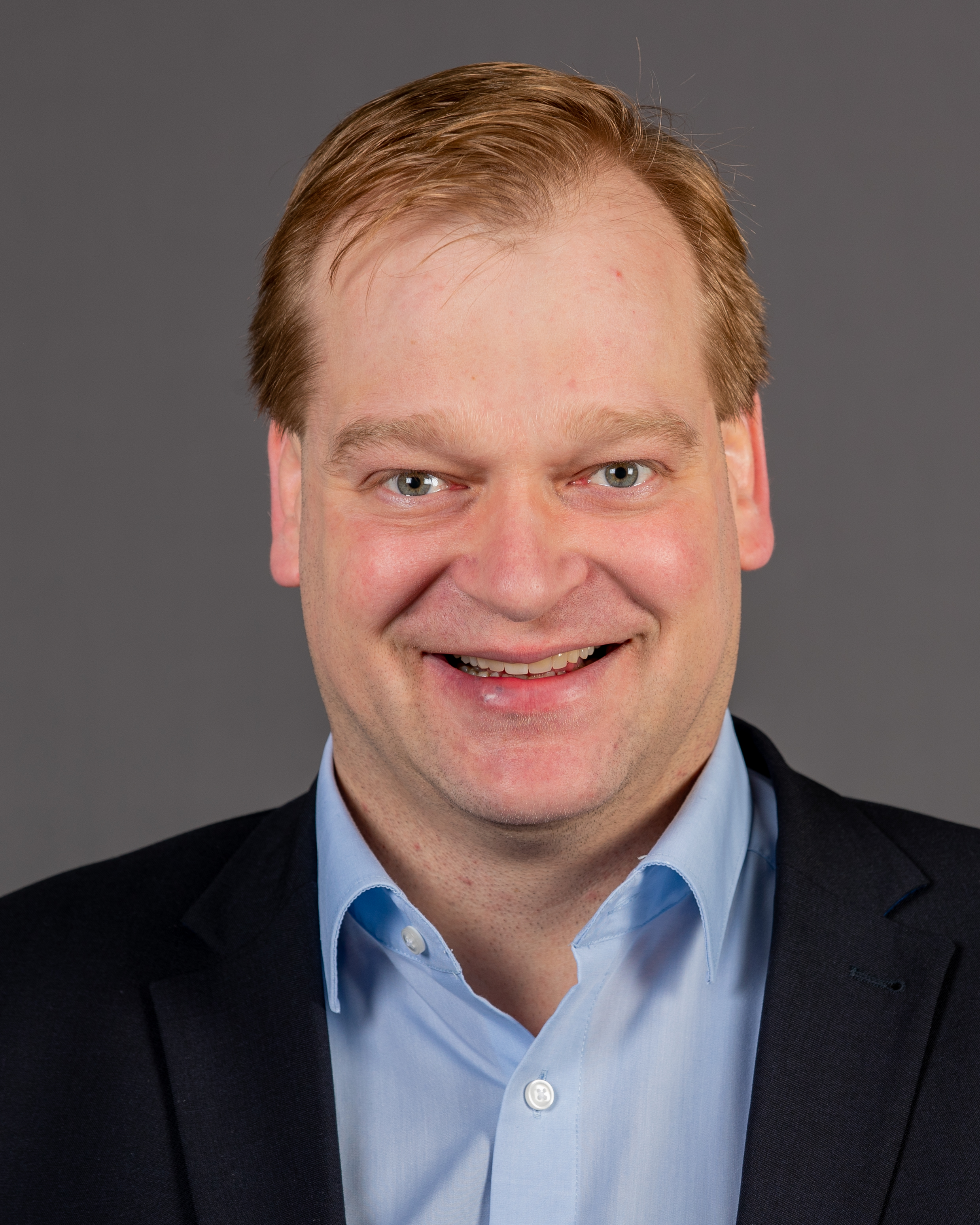
Albert Stegemann (2020)

Albert Stegemann (bürgerlich Albert Stegeman; * 9. März 1976 in Nordhorn) ist ein deutscher Landwirt und Politiker (CDU). Seit 2013 ist er Mitglied des Deutschen Bundestages und seit 2025  stellvertretender Vorsitzender der CDU/CSU-Bundestagsfraktion.

## Leben
Stegemann wuchs aus als jüngstes von vier Geschwistern in der Landwirtschaft auf. Nach dem Besuch der Realschule leistete er seinen Wehrdienst in Lingen (Ems) und absolvierte ab 1992 eine mehrjährige agrarwirtschaftliche Ausbildung. 2001 übernahm er den landwirtschaftlichen Familienbetrieb seiner Eltern in Ringe und besuchte die Fachschule Agrarwirtschaft, die er 2002 als staatlich geprüfter Landwirtschaftsmeister abschloss.
Stegemann ist ledig und Mitglied der evangelisch-altreformierten Kirche.

## Partei
1994 wurde Stegemann Mitglied der Jungen Union, deren Vorsitzender er im Bezirksverband Osnabrück-Emsland von 2003 bis 2009 war. Er trat 2002 in die CDU ein. Seit 2010 ist er im Vorstand des Bezirkes CDU Osnabrück-Emsland sowie seit Februar 2012 CDU-Vorsitzender der Samtgemeinde Emlichheim.

## Bundestag
Bei der Bundestagswahl 2013 gewann Stegemann mit 59,0 Prozent der Erststimmen das Direktmandat im Bundestagswahlkreis Mittelems. Bei der Bundestagswahl 2017 verteidigte er sein Mandat mit 53,6 Prozent. Ebenso verteidigen konnte Stegemann sein Mandat bei der Bundestagswahl 2021 mit 40,5 Prozent. Auch bei der vorgezogenen Bundestagswahl 2025 zog er mit 43,9 Prozent der Erststimmen erneut direkt in den Bundestag ein.

### Abgeordneter
In seiner ersten Wahlperiode von 2013 bis 2017 war Stegemann ordentliches Mitglied im Ausschuss für Arbeit und Soziales sowie stellvertretendes Mitglied im Ausschuss für Ernährung und Landwirtschaft.
Von 2017 bis 2021 saß er als ordentliches Mitglied im Ausschuss für Ernährung und Landwirtschaft. Stellvertretendes Mitglied war er in den Ausschüssen für wirtschaftliche Zusammenarbeit und Entwicklung sowie für Arbeit und Soziales.
Auch in der folgenden Wahlperiode gehörte er als ordentliches Mitglied dem Ausschuss für Ernährung und Landwirtschaft an und war Stellvertretendes Mitglied im Ausschuss für Arbeit und Soziales sowie im Unterausschuss Globale Gesundheit.
Von 2018 bis 2025 war Stegemann Vorsitzender der Arbeitsgruppe Ernährung und Landwirtschaft der CDU/CSU-Bundestagsfraktion. Seit dem 13. Mai 2025 ist er stellvertretender Fraktionsvorsitzender für die Themen Ernährung, Landwirtschaft und Heimat, Gesundheit.

### Nebeneinkünfte
Im Rahmen seiner Nebentätigkeiten verdient er neben seiner Abgeordnetendiät in der Stufe 10 oberhalb von 250.000 Euro jährlich. Laut Berechnungen von Abgeordnetenwatch verdiente Stegemann in der 18. Legislaturperiode des Deutschen Bundestages neben seinen Einkünften aus seiner Abgeordnetentätigkeit bis zum Juli 2015 mindestens 878.500 Euro zusätzlich. Damit war er nach Philipp Graf Lerchenfeld der Abgeordnete mit den höchsten Nebeneinkünften. Dies ist hauptsächlich auf seinen landwirtschaftlichen Betrieb zurückzuführen, welcher von seinen Angestellten fortgeführt wird. In der 19. Legislaturperiode erwirtschaftete Stegemann bis August 2020 1.392.000 Euro. Im Laufe der aktuellen Legislaturperiode meldete er bis Februar 2024 noch keine Nebeneinkünfte an.

## Position

### Milchwirtschaft
Stegemann sieht den Milchsektor als langfristig angelegt und prognostiziert eine zukünftige Knappheit im Milchmarkt. Er betont die Bedeutung der Milchwirtschaft für die Landwirtschaft und erwartet, dass der Markt zukünftig eher von Mangel als von Überfluss geprägt sein wird. Er zeigt sich offen gegenüber Milchersatzprodukten, betont jedoch seine persönliche Vorliebe für Kuhmilch. Stegemann erkennt die Bedeutung der Verbraucherwahl an und akzeptiert unterschiedliche Präferenzen in Bezug auf Milch und Milchersatzprodukte. Er spricht sich gegen einen Regelumsatzsteuersatz auf tierische Produkte aus und begründet dies sozialpolitisch.

### Anbindehaltung
In Bezug auf die Anbindehaltung spricht sich Stegemann gegen weitere Investitionen in diese Form der Tierhaltung aus. Er sieht die Notwendigkeit einer Perspektive für Betriebe, die derzeit noch Anbindehaltung praktizieren, und plädiert für eine allmähliche Umstellung auf alternative Haltungsformen.

### Tierhaltung
Stegemann kritisiert die unzureichende Finanzierung und Umsetzung der Empfehlungen der Borchert-Kommission zur Tierhaltung. Er fordert eine adäquate finanzielle Unterstützung und eine konsequente Umsetzung der Vorschläge der Kommission, insbesondere in Bezug auf das Tierhaltungskennzeichnungsgesetz, um eine nachhaltige und tiergerechte Landwirtschaft zu fördern.

### Biostrategie
Hinsichtlich der Biostrategie äußert Stegemann Bedenken, dass eine Umstellung auf Bio-Landwirtschaft nur dann sinnvoll ist, wenn eine entsprechende Nachfrage von den Verbrauchern besteht. Er warnt davor, für einen nicht existierenden Markt zu produzieren und sieht die Verantwortung für eine erfolgreiche Umstellung sowohl bei den Produzenten als auch bei den Verbrauchern.

### Agrarsubventionen
Stegemann spricht sich in einem Namensartikel in der renommierten Fachpublikation Agrarzeitung für eine Beibehaltung von Agrarsubventionen aus.

### Steuerliche Behandlung von Landwirten
Albert Stegemann will die steuerliche Tarifglättung für einkommenssteuerpflichtige Landwirte und setzt sich politisch für die steuerfreie Gewinnrücklage bei bäuerlichen Kapitalgesellschaften aus, wie er in einem Interview in der Agrarzeitung ausführte. Demzufolge will er ein rollierendes Notifizierungssystem auf den Weg bringen und sich als Bundestagsabgeordneter entsprechend beim Bundesfinanzminister einsetzen, wie er im selben Interview mit dem Korrespondenten Patrick Pehl erläuterte. Damit ist er überein mit den Forderungen des Bauernpräsidenten Joachim Rukwied.